# Bitva u Terronu
Bitva u Terronu (18.–22. října 1918), někdy uváděná jako bitva ve Vouziers, byla bitva 1. světové války, během jejíchž bojů v okolí francouzského městečka Terronu byla nasazena Československá střelecká brigáda československé legie ve Francii. Tato brigáda s úspěchem bojovala proti německým jednotkám a nakonec úspěšně uhájila dobyté pozice.

## Situace
Mezi čerstvé spojenecké pozice, které roku 1918 doplnila spojenecká vojska na západní frontě 1. světové války, se v létě roku 1918 postavila i nově vytvořená Československá pěší brigáda ve Francii. Ta byla tvořena 21. čs. střeleckým plukem pod vedením Ch. Gillaina a 22. čs. střeleckým plukem pod velením A. Gardana. Po dokončení výcviku se začlenila do francouzské 53. pěší divize, která byla součástí francouzské 4. armády. Úkolem tohoto vojska bylo přejít řeku Aisnu východně od Remeše, vlomit se do nepřátelských německých opevnění a připoutat veškeré německé zálohy. Tím měl být umožněn útok americké 1. armády v prostoru Buzancy le Chesne, což mělo rozvrátit celou německou obranu v oblasti řeky Mázy.

## Průběh bitvy
Československá pěší brigáda, která čítala 6 tisíc mužů, převyšovala počet německých sil v pásmu útoku. 18. října v ranních hodinách začal útok. 21. pěšímu pluku se podařilo 20. října obsadit vesnici Terron-sur-Aisne a proniknout k pásmu německé obrany na návrších nad řekou. Další postup mohl znamenat pro německou armádu katastrofu, proto museli Němci stůj co stůj zahnat spojenecké síly zpět za řeku. Proto přisunuli posily a 21. října přešli do útoku. Němci podnikli tři protiútoky (a to i za pomocí yperitových granátů), při kterých se 1. prapor 21. pěšího pluku sice výtečně bránil, ovšem při třetím útoku byl vytlačen. Do bojů však zasáhl II. prapor 21. pěšího pluku a německá vojska se podařilo zahnat na útěk dříve než stihli dobyté území znovu obsadit.

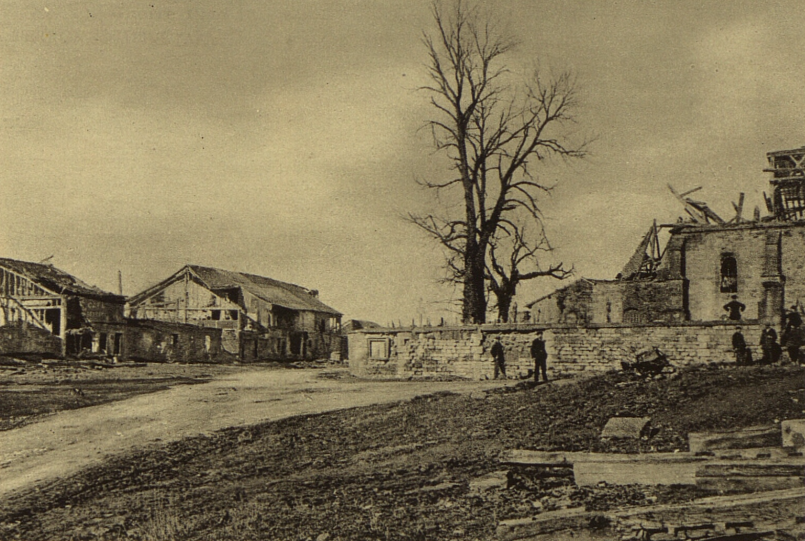
Náves a zničený kostel v Terronu po bitvě

I ostatní československé pluky si vedly výtečně. 22. pěší pluk vedl urputné boje u vesnice Chestres a i jemu se podařilo obsadit německé pozice a donutit Němce k povolání záloh. Jednotky zde nasazené svůj úkol splnily, když vázaly zálohy, které Němcům chyběly při útoku amerických vojsk. Výkon československých vojáků byl vysoce hodnocen a vyzdvihl ho i velitel 4. francouzské armády generál Goutaud. Urputností, nasazením i oběťmi se boje v trojúhelníku Vouziers–Chestres–Terron vyrovnaly bitvě u Zborova, i když zůstaly v jeho stínu. Bitvy se zúčastnil pozdější československý generál inženýr Otakar Husák, který byl před bitvou u Zborova 2. července 1917 těžce raněn.

## Památka

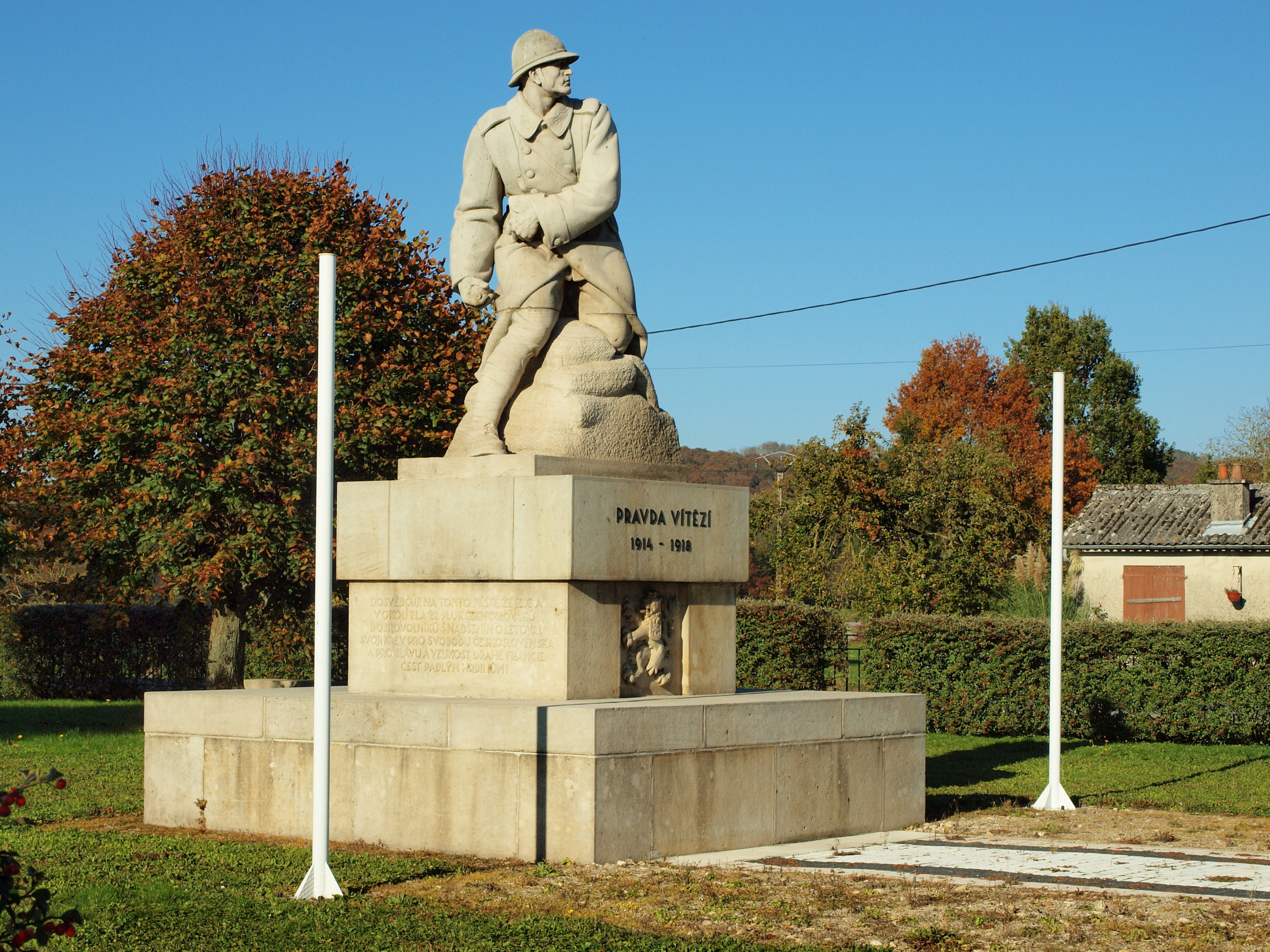
Československý památník u Terronu

Na paměť bitvy je pojmenovaná ulice v Praze 6 – Bubenči Terronská. V ulici se nachází i pamětní deska.
Přímo v obci Vouziers, v části (původně samostatné vesnici) Chestres, která bojišti přiléhá, se nachází památník československým legionářům.
V roce 1938 byla bitva připomenuta vydáním československé poštovní známky (autoři: Jindřich Vlček, Bohumil Heinz).